# 阮子孝
阮子孝（1542年—？），字伯慕，浙江杭州府於潛縣（今浙江於潛鎮）人，民籍，明朝政治人物。

## 生平
萬曆元年（1573年）癸酉科浙江鄉試第十二名，萬曆二年（1574年）甲戌科會試第一百五十五名進士。授建寧府推官。十年六月选授南京刑科給事中，弹劾故輔张居正及原吏部侍郎王篆各子滥登科第，张懋修等人都被革职为民。又劾罢宁夏巡抚晋应槐、福建巡抚勞堪、太僕寺少卿杜友蘭，十一年閏二月巡视南京营务，条陈京营切要四事，疏荐原保定巡抚孫丕揚等人。崇祀鄉賢。

## 家族
曾祖阮玒；祖父阮浦；父阮栴。母金氏；繼母盛氏。永感下。